# Harald I. (Norwegen)

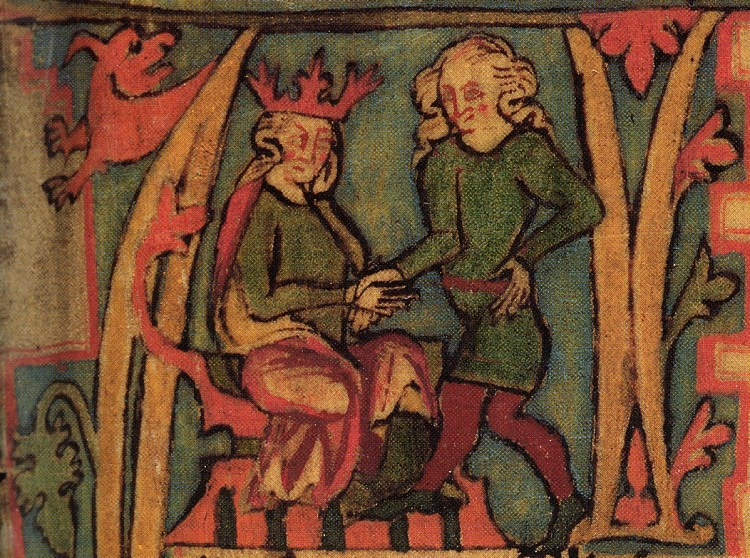
Harald Schönhaar erhält das Königreich aus seines Vaters Händen (Darstellung aus dem isländischen Flateyjarbók, 14. Jahrhundert)

Harald I. Schönhaar, manchmal auch Haarschön (altnordisch Haraldr hinn hárfagri; norwegisch Harald Hårfagre; schwedisch Harald Hårfager; * um 852; † 933), war der erste König des größtenteils an der Küste liegenden Norwegens.

## Vorfahren
Die Vorfahren Harald Hårfagres sind bis auf seinen Vater Halvdan Svarte (Halvdan den Schwarzen) und dessen Mutter Åsa unbekannt. (Nach dem Auffinden des Oseberg-Schiffs im Jahre 1904 vermutete man zunächst, dass es sich bei dem in der Grabkammer auf dem Schiff gefundenen Frauenskelett um Åsa handeln könnte.) Die Stammliste wurde erst spät konstruiert und entstammt dem Bestreben, die Herrschaftslegitimation durch vornehme Abstammung von Alters her zu untermauern. Der Isländer Sæmundur fróði hatte ein lateinisches Werk über die norwegischen Könige geschrieben, das verloren ist. Sein Enkel Jón Loftsson benutzte das Werk im 11. Jahrhundert für sein Gedicht Konungatal. Dort wird nur Halvdan der Schwarze genannt. Auch der Skalde Thorbjørn Hornklove bezeichnet Harald als „Halvdansson“. Die Fagrskinna beginnt mit dessen angeblichem Vater „Gudrøð Veiðikonung“ (Gudrød der Jägerkönig). Ari fróði, ein etwas jüngerer Zeitgenosse Sæmundurs, war wohl der erste, der die Stammlinie Haralds weit zurückführte bis auf die sagenhaften Könige Schwedens und Uppsalas. Diese Könige hießen ursprünglich Skilvinger. Ari benannte sie in Ynglinge um und führte sie auf den Gott Yngvi-Freyr zurück, der in alter Zeit der Hauptgott in Uppsala gewesen sein sollte. Bei der Gelegenheit knüpfte er sich selbst auch in das Ynglinge-Geschlecht. Vorbild mag Sæmundurs Ahnenreihe für die dänischen Könige mit etwa 30 Generationen gewesen sein, die er auf die Skjoldungen zurückführte, wobei auch er sich in diese Ahnenreihe selbst als Abkömmling einbaute.
Die Ahnenreihe der Ynglinge wird in 20 Generationen von Odin, Njörd und Freyr hergeleitet. Danach folgen:
1. Ingjald Illråde
  1. Olav Tretelgjá
    1. Halfdan Kvítbein
      1. Øystein
        1. Halvdan
          1. Guðrøð Veiðikongur
            1. Olav Geirstaðalv
              1. Ragnvald Heiðumhære

            2. Halvdan svarte
              1. Harald Hårfagre

    2. Ingjald (Vorfahr Ari Froðis)

## Der Bericht der Sagas
Über Harald Schönhaar ist wenig Sicheres überliefert. Das meiste ist Herrscherlob ohne historische Relevanz. So heißt es bei Snorri Sturluson, Harald habe viele Skalden um sich versammelt, die im Volke bekannte Gedichte verfertigt hätten. Snorri vermag aber nur sehr wenige zu zitieren. Wahrscheinlich hat erst Haralds Sohn, Olav Haraldsson, die Skalden in größerer Zahl um sich versammelt. In den Sagas wurden viele märchenhafte Züge verwendet, so im Ágrip (altnordisch für „Zusammenfassung“) der Liebeswahn, in den Harald über die Samin Snæfrid Svåsedotter verfiel.
Die Fagrskinna beschreibt Harald auf zehn Seiten, die Snorri auf 30 Seiten ausweitet. In der Fagrskinna wird eigentlich nicht mehr gesagt, als dass Harald der Gründer des Königshauses von Norwegen und der erste Reichskönig gewesen sei. Der Skalde Thorbjørn Hornklove soll das Gedicht Glymdråpa über Haralds Kämpfe gedichtet haben. Das Lobgedicht spricht in acht Strophen von klaffenden Wunden und Strömen von Blut. Fagrskinna übernahm die Strophen und bezog sie alle auf die Schlacht am Hafrsfjord. Snorri verwendet das Gedicht als Quelle für mehrere Schlachten Haralds und geht davon aus, dass einige Strophen mit dieser Schlacht nichts zu tun haben. Die Interpretations- und Zuordnungsprobleme haben sich seit damals nicht wesentlich verändert.
Von den Skaldengedichten über ihn sind elf Fragmente mit etwa 50 Strophen überliefert. Sie sind über acht Sagas verstreut. Diese Gedichte sind von unterschiedlichem Quellenwert, insbesondere, da sie bis zu ihrer Verschriftlichung zwischen 1210 und 1230 schon eine mehrhundertjährige mündliche Weitergabe hinter sich hatten. So dürften die Harald selbst zugeschriebenen Strophen nicht von ihm stammen.
Ein zeitgenössisches Skaldengedicht Haraldskvæði, das ebenfalls Thorbjørn Hornklove zugeschrieben wird, berichtet, dass Harald ein Sohn Halvdans gewesen sei, und alle Quellen stimmen darin überein, dass er der Sohn des Königs Halvdan Svarte im (norwegischen) Ostland gewesen sei. Allerdings ging die literarische Entwicklung dahin, die Familie immer weiter in den Westen zu verlagern. Bei Snorri ist Halvdan dann König von Vestfold.
Der Isländer Sæmundur fróði, der Vater der isländischen Geschichtsschreibung, hat die Stammlinie Haralds offenbar nicht weiter als bis zu seinem Vater Halvdan zurückgeführt, höchstens bis zu dessen Vater Gudrød Veidekonge (sein auf Latein geschriebenes Werk ist verloren gegangen). Ein Werk von seinem Enkel Jón Loptsson Noregs Konungatal aus dem Ende des 12. Jahrhunderts gibt eine Zusammenfassung des Werkes seines Großvaters. Er beginnt mit Halvdan. Erstmals wurde in Ynglingatal, dessen Autor und Entstehungszeit umstritten sind, das Geschlecht der Vestfoldkönige, als deren letzter der Vetter Haralds Ragnvald Hederhög genannt wird, auf die sagenhaften Könige Uppsalas zurückgeführt, was dann Snorri in die Heimskringla übernahm.
Sæmundur fróði und die zeitgenössischen Gelehrten um ihn machten die späteren norwegischen Könige Olav Tryggvason, Olav Haraldsson und Harald Hardråde zu Nachfahren Harald Hårfagres. Damit hatten sie eine lange Kontinuität der Herrschaft hergestellt. Aber man weiß nicht, wie viele Söhne Harald wirklich hatte. Die Zahlen variieren zwischen elf und 20. Aber selbst die niedrigste Zahl wird als zu hoch angesehen. Harald wurde bald eine Sagengestalt, und es liegt nahe, ihn mit vielen Frauen in verschiedenen Landesteilen in Verbindung zu bringen, die teilweise selbst Sagengestalten sind. Viele spätere Könige waren bemüht, ihre Vorfahren zu ihrer Legitimation ihrer Herrschaft auf Harald zurückzuführen. Einen Anhaltspunkt, der eine gewisse Wahrscheinlichkeit für sich hat, bietet das Hákonarmál von Øyvind Skaldespiller. Es handelt sich um ein Gedächtnisgedicht auf Håkon den Guten vom Beginn des 10. Jahrhunderts. Dort heißt es, dass er, als er nach Walhall kam, von acht Brüdern begrüßt wurde. Wenn man davon ausgeht, dass Håkon von allen Brüdern am längsten lebte, muss Harald also neun Söhne gehabt haben. Die Namen kennt man kaum. Nur vier oder fünf sind bekannt: Erik, Håkon, Ragnvald, Bjørn und Halvdan (möglicherweise zwei verschiedene mit dem letztgenannten Namen). Damit, dass Harald einen Sohn Bjørn hatte, ist auch nicht gesagt, dass es sich um den oben in der Nachfahrentafel genannten sagenhaften Bjørn Farmann handelt.
Dass Harald seinen Sohn Erik zum Nachfolger wählte, wird in den Sagas darauf zurückgeführt, dass seine Mutter eine Königstochter, nämlich Ragnhild die Mächtige von Jylland gewesen sei.
Auch hinsichtlich der Mutter gibt es Widersprüchliches: Sæmundur berichtet nur, dass Halvdan Ragnhild, die Tochter des Königs von Sogn geheiratet habe und dass Harald ihr Sohn gewesen sei. Fagrskinna und Snorri geben sich damit nicht zufrieden. Sie berichten, Ragnhild sei die erste Frau Halvdans gewesen. Sie und ihr Sohn Harald seien aber bald darauf gestorben. Daraufhin habe Halvdan eine andere Ragnhild geheiratet; diese stammte von dem legendären Skjoldunger Ragnar Lodbrok ab. Deren Sohn Harald sei Harald Hårfagre gewesen. So wurde ihm neben der Ynglingen-Abkunft noch eine weitere ruhmreiche Ahnenreihe zugeteilt.
Neuere Ansichten gehen dahin, dass die Abkunft Haralds von Halfdan und den Ynglingen eine spätere Konstruktion aus dem 13. Jahrhundert sei, um ihn mit Vestfold zu verknüpfen und den Einfluss der Dänen in der Umgebung Oslos und die dahingehenden Gebietsansprüche zurückzuweisen. Es wird auch für möglich gehalten, dass er aus dem mächtigen Karmøy-Geschlecht stammte, da sein Machtzentrum Avaldsnes auf Karmøy lag.
Snorri berichtet auch, dass Harald sich die Haare so lange nicht pflegen wollte, bis er Norwegen unterworfen habe. Nach der Schlacht am Hafrsfjord habe er sich erstmals die Haare kämmen lassen und daraufhin den Beinamen „Schönhaar“ erhalten. Hier findet sich das Motiv wieder, das auch bei Gregor von Tours und im Alten Testament zu finden ist: Samsons Kraft lag in seinen Haaren, ebenso war die Königswürde der Merowinger mit ihrer Haarpracht verknüpft. Ob dies eine ubiquitäre Auffassung war und sich Harald deshalb die Haare tatsächlich nicht schor, oder ob dies eine spätere gelehrte Zutat zu seinem Lebensbild ist, lässt sich nicht mehr entscheiden. In der zeitgenössischen Skaldendichtung wird der Beiname nicht verwendet. Außer in der Heimskringla kommt diese Bezeichnung noch in deren Vorlage, dem Ágrip, vor. Diese ist in einer Abschrift überliefert, aber hier sieht es so aus, als ob es sich um eine fehlerhafte Abschrift für den altnordischen Ausdruck afaraudga handelt, was „der außerordentlich reiche und glückliche“ bedeutet. Aber auch dieser Ausdruck kommt bei den Skalden nicht vor.

## Die Eroberungen

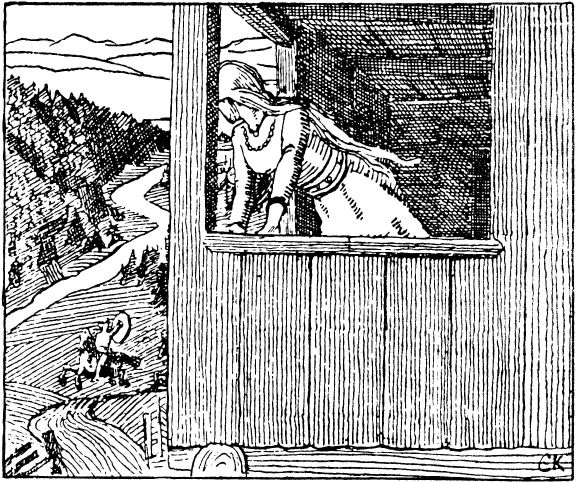
Die Brautwerber Haralds kommen zu Gyða

Snorri berichtet, dass Harald Schönhaar den Plan zu seinen Eroberungen gefasst habe, weil dies die Bedingung dafür war, dass er Gyða Eiriksdóttir heiraten konnte. Der wahre Grund kommt aber in ihrer von Snorri überlieferten Antwort auf Haralds Werbung zum Ausdruck: „Es erscheint mir doch merkwürdig, dass sich kein König findet, der sich Norwegen genauso als Alleinherrscher unterwerfen will, wie das König Gorm [der Alte, † nach 935] mit Dänemark und König Erich [Eymundsson, † 882] mit Schweden gemacht haben.“ Das Vorbild des Frankenreichs wirkte mächtig nach.
Weiter berichtet Snorri, dass Harald nach dieser Bedingung Gyðas einen Eid leistete, sein Haar nicht zu scheren und nicht zu kämmen, ehe er sich „ganz Norwegen, Abgaben, Einkünfte und Herrschaft“ angeeignet habe. Daher habe er bald den Namen Haraldr lúfa („Strubbelkopf“) bekommen. Nachdem er die letzten Widerstände beseitigt habe, habe er anlässlich eines Besuchs beim Jarl Røgnvald Eysteinsson in Møre ein Bad genommen, sein Haar geschnitten und gekämmt und daraufhin vom Jarl den Beinamen „Schönhaar“ erhalten. Einen besonderen Prestigegewinn im In- und Ausland konnte er dadurch verzeichnen, dass es ihm gelang, einen seiner jüngeren Söhne, Haakon, bei König Æthelstan von England zur Erziehung unterzubringen.
Harald I. schlug viele Schlachten, um die Herrschaft über ganz Norwegen zu erlangen, die berühmteste war die Schlacht am Hafrsfjord vermutlich im Jahr 872. Die Zahl ist aber aus den Angaben von Ari fróði und den Sagas errechnet. Andere Forscher gehen von dem Jahr 900 oder kurz davor aus. Die Herrschaft „über ganz Norwegen“ dürfte dem späten Herrscherlob Snorris für das Harald-Geschlecht geschuldet sein und nicht der Wirklichkeit entsprechen. Haralds Herrschaftsbereich wird als auf Vestlandet und die südliche Küste rund um Lindesnes bis zur Grenze zu Grenland am Oslofjord hin beschränkt angesehen. Auch geht man heute davon aus, dass Harald seine Eroberungen von Sogn aus startete und die Schlacht am Hafrsfjord deren Abschluss bildete. Wenn damit auch die Bedeutung Haralds als Einiger des norwegischen Reiches verkleinert wird, so bleibt er dennoch der Initiator dieses Prozesses.
Am Hafrsfjord unterlagen ihm die Großen von Vestland, angeführt von König Erik von Hardanger, sowie König Skúli von Stavanger, der König von Agder und dessen Sohn von Telemark und von Sørland, auch Häuptlinge, von denen Kjotve und Haklang genannt werden. In Dänemark gibt es einen Runenstein, der für einen Haklang errichtet worden ist. Ob es sich um die gleiche Person handelt, ist nicht sicher.
Trotz der Berichte von einem großen Sieg ist Harald aber keine „Reichseinigung“ zuzuschreiben. Der Reichsbegriff wurde nicht einmal von Snorri in seiner Heimskringla (um 1230) verwendet. Dort heißt es nur: „Nach dieser Schlacht fand König Harald keinen Widerstand mehr in Norwegen.“ Und wenig später: „König Harald war nun Alleinherrscher ganz Norwegens geworden.“ Später behauptet die Heimskringla, er habe seine Söhne als Unterkönige auf ganz Norwegen verteilt. Diese Aussage entspringt dem Wunsch der örtlichen Jarle im 12. Jahrhundert, ihr Geschlecht auf Harald zurückzuführen.
Gemäß der Färingersaga führte seine Herrschsucht zu einer Auswanderungswelle auf die Färöer und vor allem nach Island. Aber die realen Verhältnisse zu seiner Zeit dürften dem entgegenstehen. Das Landnámabók über die Besiedlung Islands weiß nichts davon und nennt andere Gründe.
Im Jahre 880 soll Harald laut der Heimskringla und den Annalen von Irland die Orkneys erobert und Røgnvald Eysteinsson (Mørejarl) zum ersten Jarl eingesetzt haben.

## Innenpolitische Veränderungen
Snorri berichtet über die innenpolitischen Veränderungen:

„Haraldr konungr setti þann rétt alt þar er hann vann ríki undir sik, at hann eignaðist óðul öll, ok lét alla bœndr gjalda sér landskyldir, bæði ríka ok úríka. Hann setti jarl í hverju fylki, þann er dœma skyldi lög ok landsrétt ok heimta sakeyri ok landskyldir, ok skyldi jarl hafa þriðjung skatta ok skylda til borðs sér ok kostnaðar. Jarl hverr skyldi hafa undir sér 4 hersa eða fleiri, ok skyldi hverr þeirra hafa 20 marka veizlu. Jarl hverr skyldi fá konungi í her 60 hermanna af sínum einum kostnaði, en hersir hverr 20 menn. En svá mikit hafði Haraldr konungr aukit álög ok landskyldir, at jarlar hans höfðu meira ríki en konungar höfðu fyrrum. En er þetta spurðist um Þrándheim, þá sóttu til Haralds konungs margir ríkismenn ok gerðust hans menn.“

„König Harald gab nun dem ganzen Land, das er sich unterworfen hatte, Recht und Gesetze: Er machte sich alle freien Bauerngüter zu eigen und ließ sich von allen Bauern Abgaben zahlen, von den reichen wie von den armen. Über jeden Gau setzte er einen Jarl, der Recht und Gesetz im Lande aufrechterhalten und Lehngeld und Abgaben für den König einziehen sollte. Die Jarle sollten den dritten Teil der Zölle und Abgaben für ihren Tisch und ihre Beköstigung haben. Jeder Jarl sollte vier Hersen oder mehr unter sich haben, und jeder von ihnen sollte 20 Mark für seinen Unterhalt bekommen. Jeder Jarl sollte dem König 60 Kriegsmannen ins Heer liefern, jeder Herse aber 20. So aber hatte Harald die Steuern und Abgaben vermehrt, dass seine Jarle mehr Reichtum und Macht denn vordem die Könige. Als man dies in Drontheim erfuhr, da suchten viele vornehme Männer König Harald auf und wurden seine Vasallen.“

Damit wird die Einleitung der Reichseinigung zum Ausdruck gebracht. Die Reichseinigung war ja mehr als die Alleinherrschaft eines Königs über ein Land. Die Entwicklung ging zu einem Systemwechsel der Herrschaftsausübung hin.
Dass Harald dem Volk „Recht und Gesetze“ gegeben habe, ist sicher eine Rückprojektion aus der Zeit des Verfassers. Denn zu Lebzeiten Haralds hatte der König keine allgemeine Rechtssetzungsbefugnis. Allerdings konnte er Anordnungen über die Staats- und Herrschaftsorganisation erlassen. Aber schon die Streitigkeiten unter seinen Söhnen nach seinem Tode und vor allem der spätere Bürgerkrieg zeigt, dass bereits die Thronfolge nicht der Regelungsbefugnis der ersten Könige unterlag. Aber die örtliche Thingeinteilung dürfte in gewissen Grenzen auf ihn zurückgehen. Harald hat sicherlich das bereits bestehende Gulathing aufgewertet. Zwar ist erst von Haakon dem Guten berichtet, dass er auf dem Gulathing Gesetze erlassen habe, aber die Hauptstände des Gulathings – Firdafylke, Sygnafylke und Hordafylke – waren bereits vor 930 und zu Lebzeiten Haralds zu einem Thing zusammengeschlossen. Dieser Zusammenschluss setzte zwingend eine Befriedung der Region voraus.
Die Enteignung der freien Bauerngüter (Odal) in großem Stil war Teil der Konsolidierung der Königsherrschaft. Harald beanspruchte ein feudales Obereigentum, und alle freien Männer erhielten ihr Eigentum als Lehen vom König. Dieser Vorgang wurde von den Historikern sehr unterschiedlich bewertet und ist immer noch in der Diskussion. Streitig ist, ob Harald nur die Güter seiner Feinde oder aller Untertanen konfisziert hat, wie es die Quelle darstellt. Wenn es nur die Güter der Feinde waren, dann handelte es sich bei der Abgabe um einen Tribut, wie später das Danegeld in England. Wenn er aber alle Güter konfiszierte und als Lehen neu ausgab und außerdem Abgaben erhob, dann musste er dafür eine Leistung erbringen im Sinne von Gabe und Gegengabe. Diese bestand dann in der Außenverteidigung gegen Wikinger. Letzteres ist gegenwärtig die überwiegende Meinung. Dafür spricht auch die spätere Hirðskrá aus dem 13. Jahrhundert: 

„... atkonongr hafe i sinu vallde at söma þann mæst af sinni faður læifð oc fræia þann sem hann finnr se(r) hollaztan [...] þui at hans æign oc oðall er allt landið.“

„...dass der König es in seiner Gewalt habe, den vor allen zu ehren aus seinem Vatererbe und den zu erheben, den er als den ihm ergebensten findet ... Denn sein Eigen und Odal ist das ganze Land.“

Die Formulierung, dass das ganze Land Odal des Königs sei, lässt in ihrer fast beiläufigen Erwähnung als allbekannte Tatsache darauf schließen, dass es sich um eine sehr alte und gefestigte Vorstellung handelt.

## Der Reichseinigungsmythos
Der Reichssammlungsmythos ist in mehreren Quellentexten überliefert, die alle mehr oder weniger vom Ágrip abhängen. Hervorzuheben sind Snorris Heimskringla, die Flateyjarbók und die Historia Norwegiæ. Dabei geht es um die Stellung der Samen innerhalb des norwegischen Reiches und das Verhältnis der beiden Völker zueinander.

### Der Mythos um Halvdan Svarte
Nach der Vorstellung der Norweger in Wikingerzeit und frühem Mittelalter lebten die Samen in dem für sie unzugänglichen Binnenland der skandinavischen Halbinsel und damit außerhalb der geordneten Welt. Die geordnete Welt war Midgard, das Binnenland gehörte zu Utgard, wo das Chaos herrschte und Riesen (Jötnar oder auch Jöten), Trolle und Zwerge wohnten. Die Samen werden in den Quellen oft auch als Jötnar oder Zwerge bezeichnet.
In der Heimskringla wird in der Geschichte von Halvdan Svarte berichtet, dass Halvdan, der Vater Haralds, einmal den Weihnachtsabend in Hadeland (heute ein Teil von Oppland) verbrachte. Als der Festschmaus beginnen sollte, war plötzlich das gesamte Festmahl verschwunden. König Halvdan ließ einen zauberkundigen Samen ergreifen, brachte aber trotz Folter nichts aus ihm heraus, was das Verschwinden des Festmahls betraf. Sein Sohn Harald, der spätere König, befreite den Samen und floh mit ihm. Er kam zu einem Samenhäuptling und verbrachte den Winter bei ihm. Dieser Häuptling hatte das Festmahl verschwinden lassen. Der Häuptling entließ Harald nach dem Tode Halvdans, damit er die Regierung in Norwegen übernehme. Nach der Flateyjabók wurden dem König nach dieser Episode noch Gold und Wertgegenstände gestohlen. Der Dieb, ein Same der als Jötunn bezeichnet wird, wird gefasst und in Eisen gelegt. Der Samenhäuptling schickt Harald bereits vor dem Tode Halvdans zurück, damit er den Samen rette. Harald befreit den Samen, indem er die Eisenfesseln mit einem Schwert zerschlägt, das ihm der Same, den er früher gerettet hatte, geschenkt hatte, und zieht mit diesem abermals davon. Dieser Jötunn heißt Dovre und wohnt in einer Höhle in Dovrefjell. Hier verbringt Harald fünf Jahre. Dann teilt ihm Dovre mit, dass Halvdan gestorben sei, und beauftragt ihn, Norwegen zu einen und verspricht ihm, ihn unsichtbar dabei zu unterstützen.

### Der Mythos um Harald
In der Flateyjabók wird Harald deutlicher als bei Snorri als Ziehsohn der Samen geschildert.
Eine wesentliche Strategie Haralds ist die Heirat der Töchter der Kleinkönige und Häuptlinge Norwegens. Nach dem Ágrip hatte Harald mit vielen Frauen 20 Söhne, ohne dass die Frauen namentlich genannt werden. Nur von einem Sohn heißt es, er sei zauberkundig und ein Sohn von Snøfrid Svasisdotter gewesen. In der Heimskringla werden die Frauen und deren Kinder aufgezählt, die alle bei den Familien der jeweiligen Frauen aufgewachsen seien. Hier wird deutlich, dass die Ehen Allianzen mit den Häuptlingen begründen sollten. Auf diese Weise gründete Harald eine neue Dynastie. Erster Nachfolger wurde Erich Blutaxt. Sein Stamm starb mit Harald Gråfell aus. Sein Nachfolger Håkon der Gute, ein anderer Sohn Haralds, hatte keine Söhne. Olav Tryggvason, ein Enkel Olav Haraldssons, hatte ebenfalls keine Söhne. Für Olav den Heiligen wurde von den Gelehrten im 12. Jahrhundert angenommen, dass er Nachkomme Harald Hårfagres sei. Sein Sohn Magnus der Gute hatte ebenfalls keinen Sohn. Sie alle waren Nachkommen von Müttern aus norwegischen Häuptlingsgeschlechtern. Das Volk der Samen war außen vor geblieben.
An diesen Umstand knüpft der Mythos mit Snøfrid an. Der König befindet sich zu Weihnachten in Oppland, einem Gebiet auf der Grenze zwischen Midgard und Utgard. Am Weihnachtsabend kommt Svasi, ein König der Samen, und bittet ihn heraus (in den Quellen wird Svasi mal als Finnenkönig, also König der Samen, mal als Jötunn, mal als Zwerg bezeichnet). Er nimmt Harald zu seiner Gamme mit. Dort trifft dieser auf Snøfrid, die Tochter Svasis. Bei ihrem Anblick verfällt Harald ihr auf der Stelle, was auf einen Zauber Svasis zurückgeführt wird. Er will sofort mit ihr schlafen, doch der Vater stellt zur Bedingung, dass er sie vorher gesetzlich heirate. Harald willigt ein und bleibt bei ihr bis zu ihrem Tod nach drei Jahren. In dieser Zeit gebiert sie ihm vier Söhne. Einer von ihnen ist Sigurd Haraldsson Rise, von dem dann Harald Hardråde, Halbbruder und Nachfolger von Magnus dem Guten, abstammt. Er hatte reiche männliche Nachkommenschaft. Die Samen zogen also den jungen Sohn von König Harald auf und sorgten dafür, dass er den Thron nach seinem Vater erhielt, auch halfen sie ihm unsichtbar bei der Reichseinigung. Am Ende saßen nach der gelehrten Königsgenealogie also die Nachkommen der Samin Snøfrid auf dem norwegischen Thron. Diese Genealogie mit einer Samin als Stammmutter muss bei ihrer Abfassung bereits die Zustimmung des Königshauses gehabt haben.
Als Snøfrid gestorben war, blieb Harald noch jahrelang in tiefster Trauer bei der Leiche, bis ein Gefährte deren Kleider wechseln wollte. Da bemerkte der König die Verwesung und wurde von seinem Wahn geheilt. Wach geworden wurde er so zornig, dass er seine Söhne von Snøfrid verstieß. Erst nach gutem Zureden seines Freundes, des Skalden Þjóðólfr, nahm er sie wieder auf. In dieser Episode mit Liebeswahn und anschließendem Hass spiegelt sich auch das ambivalente Verhältnis zwischen Norwegern und Samen: gleichzeitige magische Anziehungskraft und Furcht.
Das Muster dieses Mythos ist deutlich dem Muster der Ehen zwischen Asen (in Midgard) und Jöten (in Utgard) nachgebildet. Der Ase Freyr heiratet die Tochter des Riesen Gymir, Gerda aus Jötunheim. Sowohl Snøfrid als auch Gerda werden mit dem gleichen Attribut „sólbjǫrt“ (Sonnenuntergang) gekennzeichnet. Harald wurde wie auch Freyr sofort blind vor Liebe. Von diesem Paar leitete sich das Geschlecht der Ynglinger ab. Von Odin und der Jötin Skade leitete sich das mächtige Geschlecht der Jarle von Trøndelag und Lade her. Im Mythos um Harald nimmt die Utgard-Frau den Platz der Jötinnen in den Göttermythen ein und dient neben der Verhältnisbestimmung zwischen zwei Völkern auch der Herrschaftslegitimation des Königshauses.

## Nachkommen
Harald hatte nach den Sagas viele Kinder mit verschiedenen Frauen, wie viele genau, ist unbekannt. Allerdings ist zu berücksichtigen, dass sich viel später viele Familien auf irgendeine Weise auf Harald zurückführen wollten, so dass auch erdichtete Verbindungen nicht auszuschließen sind.
- mit Gyda Eiriksdottir:
  - Ålov Årbot ⚭ um 890 Thore den Tause, d. h. der Schweigsame Møre-Jarl, Bruder von Rollo, Graf von Rouen (Rolloniden)
  - Rørek Haraldsson
  - Sigtrygg Haraldsson
  - Frode Haraldsson
  - Torgils Haraldsson
- mit Åsa Håkonsdottir:
  - Guttorm Haraldsson
  - Halvdan Svarte Haraldsson
  - Halvdan Kvite Haraldsson
  - Sigrød Haraldsson
- mit Ragnhild Eiriksdottir:
  - Erik Blodøks
- mit Svanhild Øysteinsdotter:
  - Bjørn Farmann
  - Olav Haraldson
  - Ragnar Rykkel
- mit Åshild Ringsdotter:
  - Dag Ringsson
  - Dag Haraldsson
  - Gudrød Skirja
  - Ingegjerd Haraldsdotter
- mit Snøfrid Svåsedotter:
  - Sigurd Haraldsson Rise
  - Halvdan Hålegg
  - Gudrød Ljome
  - Ragnvald Rettilbeine
- mit Tora Mostertong
  - Håkon der Gute (Håkon Adalsteinsfostre)

Die Könige, die in Sagas als Nachfahren Haralds vorgestellt werden (in Klammern die Regierungszeiten; ? bedeutet zweifelhafte Abstammung):
1. Harald Hårfagre (872?–932)
  1. Erik Blodøks (930–934)
    1. Harald Gråfell und die Erikssöhne (961–965/970)

  2. Håkon der Gute (934–961)
  3. ? Olav
    1. Tryggve
      1. Olav Tryggvason (995–1000)

  4. ? Björn Farmann
    1. Gudrød
      1. Harald Grenske
        1. Olav Haraldsson (1015–1028)
          1. Magnus der Gute (1035–1047)

  5. ? Sigurd Rise
    1. ? Halvdan
      1. Sigurd Syr
        1. Harald Hardråde (1046–1066)